# Guy S. Meloy III
Guy Stanley Meloy III (* 16. Mai 1930 in Washington, D.C.; † 25. August 2013 in San Antonio, Bexar County, Texas) war ein Generalmajor der United States Army. Er war unter anderem Kommandeur der 82. Luftlandedivision.
Er war ein Sohn von General Guy S. Meloy Jr. (1903–1968) und dessen Frau Catherine Meloy (1904–1959). In den Jahren 1949 bis 1953 durchlief der jüngere Meloy die United States Military Academy in West Point. Nach seiner Graduation wurde er als Leutnant der Infanterie zugeteilt. In der Armee durchlief er anschließend alle Offiziersränge vom Leutnant bis zum Zwei-Sterne-General.
In seinen jüngeren Jahren absolvierte er den für Offiziere in den niederen Rangstufen üblichen Dienst in unterschiedlichen Einheiten und Standorten. Dazu gehörten auch Aufgaben als Stabsoffizier in verschiedenen Hauptquartieren. Im weiteren Verlauf kommandierte er militärische Einheiten auf fast allen Ebenen bis hin zum Divisionskommandeur. Zu seinen Stationierungen außerhalb der Vereinigten Staaten gehörten Deutschland, der Libanon und Südkorea. Außerdem war er zwei Mal im Vietnamkrieg eingesetzt. Er machte auch eine Ausbildung zum Fallschirmspringer und tätigte im Verlauf seiner Karriere mehrere Absprünge.
Sein erster Einsatz in Vietnam fand in den Jahren 1966 und 1967 statt. Damals kommandierte er ein Bataillon der 25. Infanteriedivision. Nach einer zwischenzeitlichen Tätigkeit als Stabsoffizier in der  Abteilung für Operationen (G3) im Heeresministerium (1967–1968) und einer weiteren Verwendung als Stabsoffizier folgte in den Jahren 1970 und 1971 sein zweiter Einsatz im Vietnamkrieg. In dieser Zeit kommandierte er ein Bataillon der 1. Kavalleriedivision. Während seiner beiden Einsätze in Vietnam war er in Kampfhandlungen verwickelt. Er erhielt damals mehrere Orden und Verdienstmedaillen.
Im weiteren Verlauf seiner Karriere war Meloy unter anderem mehrfach Stabsoffizier bei der 82. Luftlandedivision. Dort war er unter anderem Kommandeur einer Brigade und Stabschef der Division. Zwischen dem 1. Dezember 1978 und dem 6. Februar 1981 hatte er als Nachfolger von Roscoe Robinson das Kommando über diese Division. Anschließend kehrte er zum Stab des Heeresministeriums in Washington, D.C. zurück, wo er in der G3- Abteilung für Operationen Abteilungsleiter für Manöver und Ausbildung (Director, Training, Office of the Deputy Chief of Staff Operations, Department of the Army) war.
Nach seiner Pensionierung arbeitete Guy Meloy III unter anderem für die Firma Lockheed. Außerdem saß er in einigen Verwaltungsgremien in Austin und später in Georgetown in Texas. Zudem veröffentlichte er Artikel zum Thema Führungsmanagement. Der mit Harriet G. Hatsie verheiratete Offizier starb 25. August 2013 und wurde auf dem Fort Sam Houston National Cemetery beigesetzt.

## Orden und Auszeichnungen
Guy Meloy III erhielt im Lauf seiner militärischen Laufbahn über 60 Orden und Auszeichnungen. Dazu gehörten:
- Distinguished Service Cross
- Army Distinguished Service Medal
- Silver Star
- Legion of Merit
- Bronze Star Medal
- Distinguished Flying Cross
- Purple Heart